# Contulmo
Contulmo este un oraș cu 5.494 locuitori (2002) din regiunea Biobío, Chile.